# Hit 'Em Up
Hit ’Em Up — дисс-песня хип-хоп исполнителя 2Pac с участием Outlawz . Это B-сторона на сингле «How Do U Want It», выпущенном 4 июня 1996 года.
Текст песни содержат порочные оскорбления нескольких рэперов Восточного побережья, в основном бывшего друга Шакура, ставшего соперником — Кристофера Уоллеса, также известного под своим сценическим псевдонимом The Notorious B.I.G. (или же Biggie Smalls). Песня была записана на студии Can Am Studios в 1996 году. Есть предыдущая версия этой песни, записанная в октябре 1995 года. Репортер Чак Филипс, который брал интервью у Шакура в Can Am, описал эту песню как «едкий джихад против Восточного побережья, в котором рэпер угрожает уничтожить Бигги, Паффа, а также множество артистов Bad Boy и других нью-йоркских исполнителей». Песня была спродюсирована давним соавтором Johnny «J» . Видео, которое само по себе считается печально известным, включает в себя подражания Бигги, Паффи и участнице MAFIA Lil’ Kim.
«Hit 'Em Up» сыграл большую роль в обострении хип-хоп соперничества между Восточным и Западным побережьями . После его выпуска оскорбленные в песне рэперы Восточного побережья ответили собственными треками. Споры вокруг песни частично связаны с убийством Шакура во время перестрелки всего через три месяца после её выпуска.
Песня широко известна как один из величайших когда-либо записанных дисс-треков из-за её явного лирического содержания и серьёзности агрессивных намерений, выраженных Шакуром и его коллегами по отношению к своим соперникам.

## Сертификация
- 23.04.2021 — Silver — BPI[1]